# Confederação Brasileira de Kendo
A Confederação Brasileira de Kendo, denominada pela sigla CBK / CBKendo, é uma entidade que tem por finalidade dirigir, difundir e incentivar a prática e ensino do Kendo em todo o território nacional. Em sentido mais amplo, também abrange o Iaido (Iaido Seitei), o Jodo (Jodo Seitei), além do Kendo propriamente.
Também é responsável por assessorar, orientar, supervisionar, regulamentar e coordenar o ensino e a prática das modalidades, sejam as questões atinentes aos treinos em si ou nas realizações de campeonatos, demonstrações, seminários, exames de graduação (Dan e Kyu) e de títulos (Shoogo) e afins - que seguem os moldes internacionais.  
Foi fundada em 02 de agosto de 1998 na cidade de São Paulo/SP, está vinculada à International Kendo Federation (FIK) e é membro fundador da Confederação Latino Americana de Kendo (CLAK).  
Mantém atualizada uma página oficial que, além das novidades sobre as modalidades e dojos filiados, também oferece treinos on-line ao vivo. 
1. ↑  Hirayama, Tadao (11 de março de 2017). «Confederação Brasileira de Kendo - Estatuto Social». Consultado em 1 de agosto de 2023
2. ↑  Silva, Téo L. (2023). Kendo, Conceitos e Reflexões. [S.l.]: Téo L.Silva
3. ↑  Yamamoto, Yashiro. Kendo: O caminho da espada. [S.l.]: Editora On Line. p. 15
4. ↑  «Confederação Brasileira de Kendo - Locais». Consultado em 2 de agosto de 2023
5. ↑  «Confederação Brasileira de Kendo - Online». Consultado em 2 de agosto de 2023